# Upplagespiral
Upplagespiral är en term inom massmedia som säger att av två konkurrerande tidningar kommer den största av dem dra till sig flest annonser. Detta kommer att leda till att den större tidningens upplaga kommer stiga ännu mer, medan den mindre tidningen kommer drabbas av motsatt effekt.